# Ван-ду-Паранан (микрорегион)

Ван-ду-Паранан на карте.

Ван-ду-Паранан (порт. Microrregião do Vão do Paranã) — микрорегион в Бразилии, входит в штат Гояс. Составная часть мезорегиона Восток штата Гойяс. Население составляет 107 311 человек (на 2010 год). Площадь — 17 388,610 км². Плотность населения — 6,17 чел./км².

## Демография
Согласно сведениям, собранным в ходе переписи 2010 г. Национальным институтом географии и статистики (IBGE), население микрорегиона составляет:						
| Полное население                             | Полное население                             | Полное население                             | Полное население                             | 107 311 |
| -------------------------------------------- | -------------------------------------------- | -------------------------------------------- | -------------------------------------------- | ------- |
| в том числе:                                 | Городское население                          | 69 222                                       | Процент городского населения, %              | 64,51   |
|                                              | Сельское население                           | 38 089                                       | Процент сельского населения, %               | 35,49   |
|                                              | Мужское население                            | 55 646                                       | Процент мужского населения, %                | 51,85   |
|                                              | Женское население                            | 51 665                                       | Процент женского населения, %                | 48,15   |
| Плотность населения, чел/км²                 | Плотность населения, чел/км²                 | Плотность населения, чел/км²                 | Плотность населения, чел/км²                 | 6,17    |
| Население микрорегиона в % к населению штата | Население микрорегиона в % к населению штата | Население микрорегиона в % к населению штата | Население микрорегиона в % к населению штата | 1,79    |

## Статистика
- Валовой внутренний продукт на 2003 год составляет 353 295 036,00 реалов (данные: Бразильский институт географии и статистики).
- Валовой внутренний продукт на душу населения на 2003 год составляет 3740,70 реалов (данные: Бразильский институт географии и статистики).
- Индекс развития человеческого потенциала на 2000 год составляет 0,673 (данные: Программа развития ООН).

## Состав микрорегиона
В составе микрорегиона включены следующие муниципалитеты:
1. Алворада-ду-Норти
2. Буритинополис
3. Дамианополис
4. Дивинополис-ди-Гояс
5. Флорис-ди-Гояс
6. Гуарани-ди-Гояс
7. Иасиара
8. Мамбаи
9. Поси
10. Симоландия
11. Сан-Домингус
12. Ситиу-д’Абадия